# 後藤次利
後藤次利（日語：後藤 次利，1952年2月5日—），日本作曲家、编曲家、贝斯手，出身于东京。

## 个人经历
后藤中学时听了姐姐买的披頭四樂隊等的唱片，从此开始接触音乐。在演唱会上受到寺内タケシ吉他技巧的感染，求母亲买了电吉他并开始上吉他课。后藤当时不识谱，靠听来模仿。
高中一年级时见到学校活动时轻音乐部的现场演奏后就入了部，改弹贝斯。高中期间有了不少演奏经验，并曾短期在音乐教室学习。
大学期间，收到高中时期轻音部鼓手林立夫的邀请，作为贝斯手参加了一些乐队的巡回演出。后更参加录音，逐渐成为职业贝斯手。
在先后参与过了不少乐队后，后藤逐渐转型为录音室音乐家。其第一次编曲作品为原田真二的，之后担当了八神纯子、中岛美雪等作品的编曲，更凭借澤田研二的『TOKIO』一曲获得第22回日本唱片大奖編曲奖。不过在此期间，也发售了两张个人专辑。
1980年代起，后藤开始全职作曲家的工作。其主要合作歌手有ソフトクリーム、一世風靡セピア、近藤真彦、涩柿子队、中森明菜、吉川晃司、隧道二人組、小貓俱樂部及相关自团体、工藤靜香等。
1983年起在CBS Sony旗下发表了多张个人专辑和迷你专辑。
1994年，为日本电视系的《NNN今日事件》主题曲「file」以及其他背景音乐作曲。

## 个人生活
后藤结过三次婚。第一次是和女子二人组合シモンズ的，第二次是偶像歌手木之内みどり。最后后藤于1994年和小猫俱乐部出身的河合园子结婚至今，两者早在80年代就已经是音乐上的合作伙伴，后藤几乎包揽了河合早期所有歌曲的作曲（以及大量小猫俱乐部的歌曲）。因为经常和“恋爱禁止”的日本偶像结婚而被戏称为“偶像杀手”。

## 音乐作品

### 个人名义专辑
- ON Bass（1978年）
- Mr.Bassman（1979年）
- Breath（1983年）
- INNER SUGGESTIONS（1984年）
- CITY TRICKLES （1985年）
- do not disturb』（2003年9月24日）
- not too fast, not too slow（2004年11月3日）
- Fitzbeat Years 1983-1985 （2008年11月23日）

### 原声带
- BOY'S NIGHT OUT Soundtrack from TAKE IT EASY（1986年）
- （创世纪III：出埃及记 FC移植版）音乐篇 ULTIMA MIX（1987年）
- 电影「びんばりハイスクール」原创音乐集（1990年）
- （《多重人格侦探～雨宫一彦的归还～》原声） （2001年）

### 後藤次利 BAND
- 单曲（1979年） - 日本電視台系电视剧主題曲

### gym
- gym』（2003年10月30日）
- Laughing Moon（2004年10月25日）
- in the mirror（2005年10月22日）
- Full of Hazards（2006年8月30日）

### Non Chords
- Non Chords（2004年11月3日）
- Tracing Point（2005年6月6日）
- Taboo（2005年11月2日）
- Non Chords Live Tour 2005 "Tracing Point" In OSAKA（2006年2月1日） - CD
- Non Chords Live Tour 2005 "Tracing Point" In TOKYO（2006年2月1日） - DVD

### WAIP
- visual range（2006年5月10日）
- aquarium（2008年8月9日）

## 脚注
1. ↑  『Fitzbeat Years 1983-1985』ライナーノーツ 後藤次利 INTERVIEW